# Kapala flabellata
Kapala flabellata är en stekelart som först beskrevs av Fabricius 1804.  Kapala flabellata ingår i släktet Kapala och familjen Eucharitidae. Inga underarter finns listade i Catalogue of Life.